# Euclea divinorum
Euclea divinorum är en tvåhjärtbladig växtart som beskrevs av William Philip Hiern. Euclea divinorum ingår i släktet Euclea och familjen Ebenaceae. Inga underarter finns listade i Catalogue of Life.